# 簡棘桿鮠
簡棘桿鮠（学名：Centromochlus simplex）為輻鰭魚綱鯰形目項鰭鯰科的其中一種，為熱帶淡水魚類，分布於南美洲巴西莫尔蒂斯河（Das Mortes）流域，體長可達2.8公分，棲息在底層水域，生活習性不明。
其种加词“simplex ”意为“简单的”。